# 2024年澳門特別行政區行政長官選舉
2024年澳門特別行政區行政長官選舉在2024年10月13日舉行，選出第六屆澳門特別行政區行政長官。第五任行政長官賀一誠於2024年8月21日發表聲明以健康原因為由放棄競逐連任。
2024年10月13日，曾任終審法院院長岑浩輝獲得394票，以98.99%得票率當選，成為首位出生於內地以及沒有商界背景的澳門行政長官，得票率創下歷史新高，成功當選為第六屆行政長官。

## 背景

### 修改《行政長官選舉法》
2023年6月15日，澳門特別行政區政府宣布就修改《行政長官選舉法》及《澳門特別行政區立法會選舉法》進行公開諮詢，為期45日。法律修訂包括完善資格審查機制、加強遏止違規行為及優化選舉管理流程等三方向。未來參選人資格審查將由澳門特別行政區維護國家安全委員會負責，其所做出的決定不得聲明異議或上訴；另外若公然煽動不投票或投空白票、廢票，將列為刑事不法行為。
2023年7月30日，為期45日修改行政長官選舉法律的公開諮詢結束，特區政府公布在諮詢期間共舉辦八場諮詢會，逾1,367人次參加，118人發言。透過不同途徑共提交571份意見，包括6,112條具體意見和建議，其中涉及《行政長官選舉法》2,439條，涉及《立法會選舉法》3,673條。
媒體報道社會各界絕大部分贊同並支持特區政府修改《行政長官選舉法》的方向和內容，認為修法是必要的、適時的，有助於全面落實中共中央總書記習近平強調的「愛國者治澳」原則、貫徹總體國家安全觀，更好維護選舉管理秩序、保障居民行使選舉的基本權利，確保澳門特別行政區繁榮穩定、長治久安。對於完善行政長官選舉的被提名人及行政長官選舉委員會委員參選人資格審查的機制，並由國安委負責對「擁護《基本法》和效忠中華人民共和國或其澳門特別行政區」進行資格審查，且對管委會根據國安委的審查意見書作出的不具參選資格的決定不得提出聲明異議或司法上訴，絕大部分意見表示贊同，認為這是加強維護國家安全，全面落實「愛國者治澳」原則的必然要求，有利於維護《中華人民共和國憲法》和《澳門特別行政區基本法》所確立的澳門特別行政區憲制秩序。
2023年8月中旬，澳門特別行政區行政會完成討論《修改〈行政長官選舉法〉》法律草案，有關法案將送交立法會審議。法律的實施制度和執行機制上落實「愛國者治澳」原則，完善和優化行政長官選舉的管理流程，法案同時包括拒絕簽署擁護聲明書不得參選、由特區國安委審查並出具意見書及煽動不投票或投白票屬於刑事犯罪。
2023年10月16日，第七屆澳門立法會展開，《修改行政長官選舉法》法案獲立法會全體會議議一般性表決全票通過。
2023年12月14日，修改《行政長官選舉法》法案在立法會大會獲全票細則性通過，於2024年1月1日起正式生效，核心是進一步落實「愛國者治澳」，要求特首參選人、選委參選人以至選管會成員都必須擁護《基本法》和效忠特區政府。當中特首及選委就引入上屆立會選舉實踐並進一步完善的資格審查機制，把七項相關擁護和效忠之資格標準法定化，並由維護國家安全委員會執行審查。被其判定為不擁護不效忠的參選資格喪失為一槌定音式，不設聲明異議及司法上訴。參選資格喪失為期五年。新法另一重點是以完善選舉程序與保障選舉公平、公正和廉潔之名，增公然煽動罪。凡公然煽動投票人或選委作出不屬違法的不投票、投白票或廢票的人士，有關煽動者可判處最高三年監禁。在特區以外犯禁同樣適用。

### 前期籌備工作
2023年11月20日，行政法務司司長張永春出席2024年度行政法務範疇施政方針，按計劃在2024年初將啟動本屆行政長官選舉工作，將組建行政長官選舉管理委員會，並確保選舉順利完成。
2024年3月13日，兩會精神傳達會於澳門中聯辦舉行，澳區全國人大代表團團長劉藝良引述國務院副總理丁薛祥表示，特首選舉和換屆要從國家和澳門的根本利益出發，確保符合中央要求的行政長官人選能順理當選，既要支持第五屆政府圓滿完成餘下的任務和各項工作，還要全力支持第六屆政府管治班子，協助實現新政良好開局。

### 行政長官選管會委員選舉
2024年4月8日，《澳門特別行政區公報》刊登第14/2024號行政命令，行政長官根據《行政長官選舉法》的相關規定，訂定2024年8月11日為行政長官選舉委員會委員的選舉日。新一屆行政長官選舉管理委員會主席及委員於當天下午4時舉行就職儀式，委員會主席、終審法院法官宋敏莉及委員檢察院助理檢察長米萬英、第一審法院合議庭主席盛銳敏、行政公職局局長吳惠嫻及新聞局局長陳露，先後宣誓就職。
2024年4月26日，行政長官選舉管理委員會宣佈委員選舉於6月3日至17日為法人選民呈報簽署提名表代表領取提名表，6月3日至7月2日為法人選民提交提名人名單，6月18日至7月2日為選舉委員會參選人報名。另外，行政長官選舉網站將上載與選舉工作有關資訊，包括公布指引、公告和通告等資訊，並設有傳媒查詢電話熱線。
2024年7月2日，澳門行政長官選舉委員會委員選舉參選報名期結束，有348人報名參選。其中，第一界別工商、金融界，第二界別中的文化界、專業界、體育界，以及第三界別中的社會服務界，報名參選人數與相關界別或界別分組獲分配的委員名額相同；第二界別中的教育界及第三界別中的勞工界，報名參選人數都超出名額2人。行政長官選舉管理委會將查核七個界別或界別分組共348名報名參選人的資格，經查核後於7月11日宣佈所有參選人符合參選資格，其後將於7月12日在水坑尾街公共行政大樓地下張貼合資格參選人名單。
2024年7月17日，澳門行政長官選委會公佈投票站的地點及開放時間。委員選舉第一界別工商、金融界，第二界別的文化界、教育界、專業界及體育界，第三界別中的勞工界及社會服務界投票站設於澳門綜藝館、澳門理工大學體育館和中葡職業技術學校三個地點。
2024年7月19日，澳門行政長官選舉管理委員會根據《行政長官選舉法》的相關規定，制定及公佈第1/CAECE/2024號指引。其中競選活動期由2024年7月27日凌晨零時開始，至8月9日午夜12時結束。
2024年8月11日，澳門行政長官選舉委員會委員選舉舉行，由348名候選人競逐344席。選舉管理委員會當晚8時37分公布初步點票結果，本屆共有5,521名選民投票，整體投票率88.12%，總投票人數和總體投票率，均創歷屆新高；綜合各票站數據，共有5,346張有效票，佔已投選票的96.83%，空白票和廢票則分別為18張和157張，各佔已投選票的0.33%及2.84%。

## 競選過程

### 投票日及提名期公佈
2024年8月12日，《澳門特別行政區公報》刊登第40/2024號行政命令，訂定2024年10月13日為行政長官選舉日。
2024年8月16日，行政長官選舉管理委員會訂定行政長官選舉候選人提名期為8月29日至9月12日，並於行政長官選舉網頁公佈“行政長官選舉日程表”。
2024年8月21日，第五任行政長官賀一誠發表聲明不競逐連任，他表示對澳門有著深厚感情，為澳門發展已竭盡全力，惟因身體健康尚未全面恢復，為了澳門的長遠發展，從大局出發，決定不連任。
2024年8月23日，行政長官選舉管理委員會表示，10月13日選舉日投票地點考慮在中國與葡語國家商貿合作服務平台綜合體舉行，同時作為候選人舉辦政綱宣講及答問大會舉行場地。投票地點確定最遲日期為9月18日，競選活動期為9月28日至10月11日。
2024年8月24日，400名行政長官選舉委員會委員經簽署的就任宣誓聲明書全部被行政長官選管會收回，所有就任宣誓聲明書均符合法律規定要求，圓滿完成這項因應修改行政長官選舉法律規定而首次開展的重要程序。
2024年8月26日，《澳門特別行政區公報》刊登第44/2024號行政命令，行政長官賀一誠應岑浩輝法官的請求，於2024年8月28日起免除其終審法院院長、終審法院法官及澳門特別行政區推薦法官的獨立委員會委員職務 。
2024年8月28日上午，原澳門特別行政區終審法院院長岑浩輝正式宣佈參選，已成立競選辦公室籌備組，以「奮發同行，持政革新」為施政理念。

### 提名期
2024年8月29日，選舉提名期展開，參選人士在獲得不少於66名選委會委員以聯合簽署《提名表》的方式作出提名後，於9月12日或之前向管委會交回《提名表》，報名參選。同時，參選人士亦須提交真誠聲明其擁護《中華人民共和國澳門特別行政區基本法》和效忠中華人民共和國及其澳門特別行政區且經適當簽署的聲明書。
2024年8月31日，岑浩輝到《澳門日報》大廈，爭取文化界別委員支持，並聽取新聞及文化事業發展意見和建議。9月2日，岑浩輝拜会澳門管理專業協會和立法會，爭取支持並聽取專業界發展的意見和建議，同日下午，岑與2024年行政長官選舉委員會第四界別澳門地區全國人大代表選委進行交流。
2024年9月10日，岑浩輝正式提交行政長官參選提名表，一共獲得383個提名，後於2024年9月12日提名截止前再新增3個提名，合共386個，佔選委會比例96.5%。由於選委會每人只能提名一位候選人，故岑浩輝成為本屆特首選舉的唯一候選人。

### 競選活動期
2024年9月13日，根據澳門行政長官選舉管理委員會公佈，9月28日至10月11日為競選活動期，並於9月28日當天上午10時於中國與葡語國家商貿合作服務平台綜合體舉辦候選人政綱宣講及答問大會。400名選委會委員將獲邀參與，聽取政綱介紹並與候選人交流。大會設有傳媒採訪，以及電視及線上直播；10月13日投票地點正式議決在中國與葡語國家商貿合作服務平台綜合體舉行。
2024年9月18日，澳門行政長官選委會發出公告，岑浩輝的提名獲接納，並已通過澳門維護國家安全委員會的資格審查，成為本次選舉的唯一被提名人。選委會再於9月20日以告示形式公佈，岑浩輝為被確定性接納為行政長官選舉候選人。
2024年9月26日，民航部門宣布該年9月28日和10月13日全日時段，在中國與葡語國家商貿合作服務平台綜合體500米範圍內禁飛無人機，確保選舉活動順利進行。
2024年10月4日，行政長官選舉管理委員會根據《行政長官選舉法》的相關規定，議決通過並公佈第2/CAECE/2024號指引。指引列明在投票日期間，委員必須使用管委會提供的專用印章在選票上的方格蓋印。非按上述方式填劃選票，或在選票上作出任何撕剪、繪畫、塗改或寫上任何字句，均視作廢票。
2024年10月5日，候選人岑浩輝在濠江中學何賢紀念堂舉行公聽會。

### 競選冷靜期
2024年10月12日，行政長官選舉管理委員會表示相關投票站設置及所有選舉安排都已準備就緒，投票站內設有32個劃票間（包括2個無障礙劃票間）和8個投票箱，當選委會委員完成投票後，將隨即進行點票、唱票、總核算工作及宣佈選舉結果等程序。

## 候選人
| 候選人 | 候選人 | 候選人 | 出生日期 （歲數）  | 政治派系 | 近年職位                   | 選舉口號 | 獲提名票數        |
| ------ | ------ | ------ | ------------------ | -------- | -------------------------- | --- | ----------------- |
|        |        | 岑浩輝 | 1962年5月 （62岁） | 建制派   | 終審法院院長 （1999–2024） | 奮發同行 持正革新宣布參選：2024年8月28日 報名參選：2024年9月10日 獲確認候選資格：2024年9月18日 選舉網站：www.shfsc-raem.com/zh/ | 386 / 400 （97%） |

### 宣佈參選
- 鄭子明：澳門蓮花商會會長、制度學澳門學會會長。於2024年7月10日在其Facebook個人專頁中宣佈參選[41]。由於其知名度低，加上岑浩輝已得到386個提名，因此，他已無法獲得選舉委員會委員足夠的提名票“入閘”[42]。
- 黃偉民：澳門扎鐵工會理事長[43]，其曾參選立法會議員，亦無法入閘。雖然日前已領取提名表，仍然無得到任何提名，確定無法入閘。

### 其他潛在候選人

#### 拒絕參選
- 張永春：第五屆特區政府行政法務司司長。2024年3月9日出席澳門特別行政區行政會新聞發佈會以及2024年8月28日出席二十屆三中全會宣講會前被問及是否參選？他兩度以“冇諗過（没考虑过）”這個問題來回應[44][45]。
- 黃少澤：第五屆特區政府保安司司長。2024年3月9日出席完保安高校結業步操後回應傳媒提問時表示，任何媒體都有評論的自由，不會對媒體的評論作出任何評論，又指2024年是雙慶年，確保安全、穩定、祥和是2024年的重點系列工作，需要部署和開展，身為保安司司長，一定全力以赴，統籌轄下部門做好工作[46]。

#### 沒表態
- 蕭志偉：現任澳門特別行政區全國人民代表大會代表[47]
- 廖澤雲：澳門科技大學校監兼校董會主席[48]

## 投票結果
第六屆行政長官選舉於2024年10月13日於中國與葡語國家商貿合作服務平台綜合體會議廳舉行。結果唯一候選人岑浩輝獲得394張票當選，得票率達98.99%，為歷屆最高。 最終投票結果於2024年10月15日獲澳門特別行政區終審法院作確認，有關結果公告於同年10月21日刊登在《澳門特別行政區公報》第一組內。10月25日，中華人民共和國國務院總理李強召開國務院第六次全體會議，決定任命岑浩輝為澳門特別行政區第六任行政長官，於2024年12月20日就職。
| 選項                | 票數 | %     |
| ------------------- | ---- | ----- |
| 支持                | 394  | 98.99 |
| 有效票              | 394  | 98.99 |
| 白票                | 4    | 1.01  |
| 總投票數            | 398  | 100   |
| 符合資格選委/投票率 | 400  | 99.50 |
| 來源:               |      |       |

## 相關反應

### 中华人民共和国各黨政部門
- 第五任澳門特別行政區行政長官賀一誠對岑浩輝成功當選第六任行政長官，致以最誠摯的祝賀。選舉依法有序進行，是澳門特別行政區貫徹落實“一國兩制”、“澳人治澳”、高度自治方針的充分體現[54]。
- 香港第六任行政長官李家超表示祝賀，指岑浩輝自回歸後擔任首任澳門特別行政區終審法院院長，帶領澳門各級法院發揮司法職能，為澳門長期繁榮穩定作出重要貢獻[55]。
- 澳門中聯辦表示，本次選舉為修訂《行政長官選舉法》後首場重要選舉，讓「愛國者治澳」原則得到有效落實[56]。
- 中共中央港澳工作辦公室表示，選舉成功舉行充分體現澳門社會對“一國兩制”的衷心擁護，對特別行政區成立25年來發展道路和成就的堅定自信，也充分反映澳門社會對岑浩輝品格、理念、能力和作風的廣泛認同，對澳門在新一任行政長官帶領下邁上新台階實現新發展的殷切期望[57]。

### 澳門本地社會人士及團體
澳門社會各界人士或團體均祝賀岑浩輝成功當選第六任澳門特別行政區行政長官
- 澳門婦女聯合總會：選舉結果眾望所歸，說明社會各界對當選人的充分認可，亦體現社會各界對選舉制度的廣泛認同。相信新一任行政長官定能繼續全面準確、堅定不移貫徹“一國兩制”方針，奮發同行，持正革新，帶領全體澳門居民齊心協力共建美好家園[60]。
- 澳門街坊總會：本次行政長官選舉的高投票率和岑浩輝的高得票率，充分展現了本次選舉的廣泛參與性、代表性和認受性，充分體現了社會各界對“愛國者治澳”原則和新修訂行政長官選舉法的認同和認可，亦充分反映岑浩輝高票當選澳門特區第六任行政長官候任人是眾望所歸、民心所向[61]。
- 澳門中華總商會會長崔世昌：岑浩輝服務澳門多年，在司法領域有著豐富知識和經驗，熟悉澳門社會情況。他的參選政綱提出五大施政構想，不僅符合澳門新發展的實際需要，並為澳門未來五年繪就發展藍圖。
- 國際（澳門）學術研究院政策研究主任高勝文：岑浩輝參選政綱把提升公共治理能力和管治水平設於首位，這是推進澳門高質量發展、實現施政目標的關鍵支撐，必須改進政府作風，提高施政效能，才能推進治理體系和治理能力現代化。
- 金沙中國：期待澳門在第六屆特區政府的領導下開啟新篇章，並繼續全力支持及配合特區政府促進旅遊休閒多元發展的施政方針及指引，致力發揮澳門作為世界旅遊休閒中心的發展定位，共同開拓澳門繁榮發展的新局面。
- 粵澳工商聯會：選舉嚴格遵循新選舉法的各項規定，充分體現社會各界的廣泛認可和堅定支持，是「愛國者治澳」原則的生動實踐，標誌著具有澳門特色的「一國兩制」實踐邁入一個全新的發展階段[62]。

### 澳門立法會議員
- 主席高開賢：選舉是根據澳門實際情況制定的新選舉制度的成功體現，整個選舉管理依法依規，流程順暢，高效有序地進行，從法律制度和執行機制上進一步落實“愛國者治澳”原則 ，進一步體現選舉公平 、公正和廉潔[63]。
- 直選議員梁安琪：選舉結果是澳門特區貫徹落實「一國兩制」、「愛國者治澳」根本原則的充分體現，完全符合中央的標準及社會的期望[64]。
- 直選議員梁孫旭：第六屆特區政府在經濟轉型階段中，在人才培養、推動社會建設、居民透過國家政策有更好發展機會及融入灣區發展中有進一步的工作，特別是本地人才培養，令居民就業環境起到質量的變化；以及在社會服務、社會福利中可以適應社會人口老齡化問題[65]。
- 直選議員林宇滔：第六屆政府上場後應儘快解決不同問題，包括經濟困局、醫療、交通、人才，首要處理的是重建與立法會及社會間的良性互動和溝通，期望第六任行政長官現謙恭聆聽民意和依法施政的態度，重新推動政府與社會良性互動，這是非常重要的第一步[66]。

## 外部連結
- 官方網站 （页面存档备份，存于）